# Apiopetalum glabratum
Apiopetalum glabratum là một loài thực vật có hoa trong họ Hoa tán. Loài này được Baill. mô tả khoa học đầu tiên năm 1878.